# قابل الصحافة
قابل الصحافة (بالإنجليزية: Meet the Press)‏ هو برنامج إخباري / مقابلة تلفزيوني أمريكي أسبوعي يبث على شبكة NBC. إنه أطول برنامج تشغيل في تاريخ التلفزيون، على الرغم من أن الشكل الحالي لا يشبه إلى حد ما الحلقة الأولى في 6 نوفمبر 1947. تتخصص Meet the Press في المقابلات مع القادة في واشنطن العاصمة، وفي جميع أنحاء البلاد وحتى في العالم حول قضايا السياسة والاقتصاد والسياسة الخارجية والشؤون العامة الأخرى، جنبًا إلى جنب مع حلقات النقاش التي تقدم الآراء والتحليلات. مصدرها مكتب NBC في واشنطن العاصمة (WRC-TV).

## وصلات خارجية
- الموقع الرسمي